# Vila Verde da Raia
Vila Verde da Raia is een plaats (freguesia) in de Portugese gemeente Chaves en telt 855 inwoners (2001).